# 伊恩·奥布莱恩
伊恩·洛维特·奥布赖恩（英語：Ian Lovett O'Brien，1947年3月3日—）是澳大利亚退役蛙泳运动员，曾在东京举办的1964年夏季奥林匹克运动会上获男子200米蛙泳项目金牌并打破世界纪录，五次获英聯邦運動會金牌，并在澳大利亚游泳锦标赛上拿下九枚个人赛和六枚接力赛金牌，后因财务压力年仅21岁便退役。
奥布莱恩年纪轻轻就很有游泳天赋，在悉尼师从名教练福布斯·卡莱尔和蛙泳训练助理特里·格特科尔。1962年，年仅15岁的奥布莱恩首度参加国家游泳锦标赛就拿下全国冠军，取得前往珀斯参加1962年大英帝国和英联邦运动会的入场券，并在比赛中一鸣惊人，拿下110码和220码蛙泳及4×110码混合泳接力三项金牌。
从1963年开始，他连续四届澳大利亚游泳锦标赛都赢得两项蛙泳赛事。1964年，奥布莱恩赴东京参加奥运会，从第三个50米开始发力最终夺金，随后又在混合泳接力赛再添一枚铜牌。1966年，他在牙买加金斯敦举办的1966年大英帝国和英联邦运动会成功卫冕两个蛙泳项目，然后退役找工作养家糊口。澳大利亚游泳协会声称国家队没有够格的蛙泳选手，说动他回归参加墨西哥城举办的1968年夏季奥林匹克运动会。奥布莱恩第二次参加奥运会未能获得奖牌，200米蛙泳比赛在预选赛淘汰，百米蛙泳比赛虽打进决赛但只排到第六。赛后他再度退役，进入电视业发展。

## 早年经历
伊恩·奥布莱恩在距悉尼360公里的新南威尔士州乡间小镇威灵顿（Wellington）长大，父母都算不上游泳能手。父亲罗伊（Roy）只会蛙泳，母亲塞尔玛（Thelma）直到55岁才首次上游泳课。伊恩的姐姐安（Ann）虽有游泳天赋，但更喜欢骑马。:171威灵顿当地只有老式泳池，没有自动换水功能，每周才人工换一次水。奥布莱恩四岁时开始通过当地“学会游泳”（Learn to Swim）培训项目学习游泳，此时威灵顿的儿童活动项目大部分都是体育，奥布莱恩除游泳外还参与篮球、聯盟式橄欖球、田径和骑马。:1711954年，镇上新增氯化泳池，推动威灵顿游泳俱乐部成立。奥布莱恩年仅十岁就师从当地教练伯特·埃斯里克（Bert Eslick）投身競技游泳，并参加德寳市、巴瑟斯特和奧蘭治的游泳嘉年华比赛。:171
奥布莱恩参加所有乡村锦标赛蛙泳赛事都未尝一败，父亲于是在1960年把他带到悉尼赖德泳池，拜澳大利亚此时名望极高的名教练福布斯·卡莱尔（Forbes Carlile）为师，他的助理教练特里·盖瑟科尔（Terry Gathercole）是曾打破世界纪录的退役蛙泳运动员。年仅13岁的奥布莱恩已非常健壮，体重82.6公斤，只能在节假日由父亲带他前往悉尼接受格特科尔训练；回到乡间后，来自巴瑟斯特的天主教神父根据格特科尔所定训练计划监督奥布莱恩练习:171。短短一年内，奥布莱恩就从乡村嘉年华赛事冠军成长为国家级运动员，但他的父亲也在这年去世:172。

## 国际赛场首秀
1962年，首次参加国家游泳锦标赛的奥布莱恩就以两分41.8秒赢得220码蛙泳冠军，因此年仅15岁就入选澳大利亚游泳队。接下来他又与新南威尔士州三名队友以四分18.3秒赢得4×100米混合泳接力赛，两枚金牌的成绩还为他赢得前往珀斯参加1962年大英帝国和英联邦运动会的入场券。奥布莱恩的国际赛场首秀一鸣惊人，参加的三项赛事均拿下金牌。他在110码和220码蛙泳比赛中的成绩分别是一分11.4秒和两分38.1秒，两次都游在同胞威廉·伯顿（William Burton）身前。:173接下来他又与朱利安·卡洛尔（Julian Carroll）、凯文·贝里及大卫·迪克森（David Dickson）合作，以四分12.4秒总成绩拿下4×110码混合泳接力赛金牌:173。
1963年，奥布莱恩在澳大利亚游泳锦标赛的两个蛙泳赛事夺冠，并且均游出个人最好成绩，还与新南威尔士州队友拿下混合泳接力赛金牌。优异的成绩促使他入选国家队远赴欧洲，与苏联、德国和英格兰比赛后再前往日本和香港:172。奥布莱恩在1964年的国家锦标赛成功卫冕，并且把100和200米蛙泳的个人最好成绩进一步降至一分8.1秒和两分32.6秒，还帮助新南威尔士州连续第三次将混合泳接力金牌收入事囊中。短短一年内，他就在两场赛事中把个人最快用时缩短超过三个百分点，:173被普遍誉为澳大利亚蛙泳王者并获1964年东京夏季奥运会入场券。他与国家队其他队友在北昆士兰州艾尔（Ayr）的训练营参加国奥集训，接受国家队首席游泳教练唐·塔尔伯特（Don Talbot）操练，奥布莱恩称塔尔伯特就像“奴隶主”，但也觉得这些训练经历非常宝贵。:172

## 奥运会金牌
抵达东京后，奥布莱恩报名参与200米蛙泳和混合泳接力比赛，此时奥运会还没有百米蛙泳赛事。200米蛙泳的种子选手包括世界纪录保持者、美国运动员吉斯特·亚斯特列姆斯基（Chet Jastremski），以及苏联选手乔治·雅科夫列维奇·普罗科普科（Георгий Яковлевич Прокопенко）。格特科尔曾以亚斯特列姆斯基的技巧指引奥布莱恩，希望能百尺竿头，更进一步。哈里·加拉格尔（Harry Gallagher）在奥布莱恩退役多年后表示：“伊恩·奥布莱恩的风格几乎完美，是澳大利亚年轻一代极佳的模仿典范”。:172奥布莱恩踢腿的力度和躯干力量非常有名，運動科學实验结果表示他的纵跳能力极强:172。他还以高效起步著称，经常一入水就在水下滑行期间取得约一米领先，能在31秒内游完前50米。
塔尔伯特在东京赛前最后一次训练时为澳大利亚选手安排计时赛，希望能用优异成绩给予一旁观看的他国选手心理压力。奥布莱恩的成绩是两分33秒，塔尔伯特感到满意，认为会对对手心理不利。:172比赛开始后，奥布莱恩先在热身赛游出两分31.4秒的好成绩，比第二名领先两秒，将奥运会纪律缩短5.8秒之多，这个数字也表明短短四年间，世界纪录超过奥运会纪录的幅度之大。不过，德国选手埃贡·亨宁格（Egon Henninger）马上又在下一轮热身赛中刷新奥运会纪录，热身赛结束时，奥布莱恩以第四名的成绩进入半决赛，亚斯特列姆斯基和普罗科普科的速度更快。奥布莱恩在第二场半决赛上以两分28.7秒获胜并打破亨宁格创造的纪录，亚斯特列姆斯基赢得第一场半决赛，但比奥布莱恩慢3.4秒。奥布莱恩以半决赛第一名的成绩进入决赛，第二名是同样通过第二场半决赛晋级的普罗科普科，比奥布莱恩慢一秒。奥布莱恩计划在比赛中保持相对平稳的节奏，尽量让前半截和后半截的速度一致。他特别注意不去追赶以开局迅猛闻名，所以往往能在前半局取得领先的亚斯特列姆斯基:172。
正如预料的那样，亚斯特列姆斯基在决赛抢先发力，奥布莱恩基本保持均速前进。游完半程时，落后亚斯特列姆斯基、普罗科普科和亨宁格排在第四的奥布莱恩有些发慌，他在第三个50米发力超过亚斯特列姆斯基占据第三名位置，再先后超越亨宁格与普罗科普科。在第三道加速也意味着奥布莱恩的最后冲刺会乏力，但他的领先优势已经足以在最后50米确保普罗科普科无法追上，以两分27.8秒的成绩获得金牌刷新世界纪录，领先普罗科普科亚0.4秒，斯特列姆斯基1.4秒。奥布莱恩在决赛中把个人最好成绩缩短超过四秒，拿下媒体眼中又一枚爆冷金牌:172。
澳大利亚队教练安排奥布莱恩在4×100米混合泳接力热身赛时休息，蛙泳位置由彼得·唐金（Peter Tonkin）代劳。事实证明此举非常冒险，澳大利亚队在热身赛排第四，总名次第七，如果再慢1.2秒就要被淘汰。奥布莱恩与迪克森、贝瑞和彼得·雷诺兹（Peter Reynolds）一起参加决赛，雷诺兹游完仰泳100米时，澳大利亚队排在第六，比第一的美国队落后3.4秒。奥布莱恩入水后以一分7.8秒游完100米，在所有蛙泳选手中仅次于亨宁格与普罗科普科。比赛完成一半时，澳大利亚队上升到第四位，比依然排在首位的美国队慢1.7秒。此后澳大利亚追上苏联，最终以四分2.3秒获铜牌，比拿下银牌的德国队慢0.7秒:173。

## 后期游泳生涯
1965年，奥布莱恩完成澳大利亚游泳锦标赛蛙泳双项目帽子戏法，但这年没有国际赛事，他的速度减慢很多，110码和220码的成绩分别是一分11.1秒和两分38.6秒，然后帮助新南威尔士队连续第四次赢得混合泳接力赛。1966年的全国锦标赛他再度卫冕并获得同年金斯敦大英帝国和英联邦运动会参赛资格，但两个蛙泳项目的成绩分别是一分11.8秒和两分41.6秒，比个人最好成绩已经减慢超四个百分点。:171–174运动会开幕六周前，奥布莱恩还超重16公斤，导致评论员普遍不看好他的表现。但随队抵达牙买加时，他已经恢复巅峰状态，以一分8.2秒和两分29.3秒分获两项蛙泳赛事金牌。不过，澳大利亚队在4×100米混合泳接力赛中因犯规被取消资格，所以奥布莱恩无法再下一城。:173
1967年，奥布莱恩因没有经济来源被迫全职工作，未能参与全国锦标赛。1968年赢得200米蛙泳全国冠军的是格雷厄姆·爱德华兹（Graham Edwards），但澳大利亚游泳协会说服已经超重的奥布莱恩回归参加奥运会，声称国内没有够格的蛙泳选手。经过12星期的节食和高强度训练，他减重12.7公斤，虽然未能拿下全国锦标赛的蛙泳比赛冠军，但还是与队友一起为新南威尔士队再次夺得混合泳接力赛金牌，随后入选国家队第二次参加奥运会。:173
奥布莱恩在墨西哥城举办的1968年夏季奥林匹克运动会200米蛙泳热身赛中只游出两分36.8秒的成绩，虽在这场热身赛排第二，但整体排名仅第13而被淘汰，比最慢的晋级选手还慢2.9秒:174。最终东道主选手的夺金成绩比奥布莱恩四年前要慢0.9秒。奥布莱恩在首度成为奥运会赛事的百米蛙泳项目表现更佳，以一分8.9秒赢得热身赛，并以总排名第二的成绩晋级半决赛。他在第一轮半决赛的成绩为一分9秒，排在第二，在所有选手中排在第八，正好取得决赛资格奥布莱恩在半决赛中领先排名第九选手的时间连电子计时赛都无法分辨，最后是裁判决定让他进入决赛，他的决赛成绩排在第六名，未获奖牌。
奥布莱恩同迈克尔·温登、罗伯特·丘萨克（Robert Cusack）和卡尔·拜伦（Karl Byrom）一起参加4×100米混合泳接力比赛，在第三轮热身赛排名第一，总排名第五晋级决赛。奥布莱恩在决赛的100米耗时一分8.6秒，在现场所有蛙泳选手中排第五，游完时澳大利亚队排名第三，另外三名选手游完各自的100米时均排名第四，最终澳大利亚队无缘奖牌，比获铜牌的苏联队只慢0.1秒。奥布莱恩承认训练强度对参加奥运会来说还远远不够：“我需要再练习一千公里”:174，他对塔尔伯特未能前来指导训练颇感遗憾，比赛前还在奥运村发生事故，导致部分手指被窗户夹伤，根据规定，他不能在比赛时将手包扎起来:174。

## 离开泳坛
年仅21岁的奥布莱恩在奥运会结束后退役，集中精力养家糊口:173。父亲1962年去世后，他的游泳生涯对家中构成巨大经济压力，母亲被迫卖房维持生计。奥布莱恩还不得不在拿到高中毕业证前结束学业，在外打包装补贴家用。他一直对电视和摄影感兴趣，从东京回国后在九號電視網从事舞台编排工作超过十年。此后他又在十號電視網工作两年，再进入独立制作公司工作两年。1979年，他创立“视频包装”（Videopak），:173之后发展成全国颇具规模的私营电视纪录片公司:171。1986年，奥布莱恩入选澳大利亚体育名人堂。2000年，他又获得澳大利亚体育奖章。